# Ngāti Raukawa
Ngāti Raukawa ist ein Iwi (Stamm) der Māori, dessen traditionelles Siedlungsgebiet in der Region Waikato und den Distrikten Taupō und Horowhenua in Neuseeland liegt. 2006 waren 29.418 Māori als Stammesangehörige registriert.

## Geschichte
Die Ngāti Raukawa führen ihre Geschichte auf den Ahnen Raukawa zurück, der wiederum von Siedlern des Tainui Waka (Kanu) abstammte. Einer seiner Nachkommen war Maniapoto, Ahnherr des Iwi Ngāti Maniapoto. Die Ngāti Raukawa siedelten anfangs in der Region Waikato.
Im frühen 19. Jahrhundert schlossen sich viele Ngāti Raukawa Reisenden der Ngāti Toarangatira an, die in drei Stufen auf der Nordinsel südwärts migrierten. Von Rangitikei District bis Kāpiti wurde Land genommen und eine große Zahl von Pā gebaut und Unterstämme entstanden. Dies führte zu Konflikten der neuen Siedler mit den bereits vorhandenen Siedlungen im Südteil der Nordinsel.

## Ngāti Raukawa heute
Im 20. Jahrhundert erlebten die Ngāti Raukawa große Veränderungen. Nach dem Zweiten Weltkrieg verließen viele Ngāti Raukawa ihre traditionellen Siedlungsgebiete und zogen in die Städte. Ab 1975 unternahm man daher Anstrengungen, die Sprache und Einrichtungen des Stammes wiederzubeleben. Heute besitzen die Ngāti Raukawa eine große Zahl Marae und andere Einrichtungen, darunter das Raukawa Marae in Ōtaki und Te Wānanga-o-Raukawa, eine höhere Bildungseinrichtung.
Verwaltungsorgane des Stammes sind das Raukawa Trust Board und Te Rūnanga o Raukawa.